# 阿尔塔河
阿尔塔河（烏克蘭語：Ільтиця），是烏克蘭北部的河流，屬於特魯比日河的支流，流經基輔州的布羅瓦雷區，河道全長26公里，流域面積387平方公里。